# Estación de Picasent
Picasent es una estación de la línea 1 de Metrovalencia que se encuentra al oeste de la población de Picasent. Se inauguró el 8 de octubre de 1988, junto con el resto de estaciones de las líneas 1 y 2, formando parte anteriormente de la línea del trenet hasta Villanueva de Castellón. Consiste en un edificio de una planta en el que se encuentra la taquilla para la venta de billetes. Este edificio da acceso a las vías, que se encuentran al aire libre. En los andenes hay instaladas unas cubiertas metálicas y unos bancos.
La estación dispone de tres vías destinadas a la parada de trenes que prestan servicio de viajeros, utilizándose una de ellas como apartadero. El andén este se utiliza para los trenes que circulan con dirección norte y el andén oeste se utiliza para los que circulan en dirección sur. Para cruzar del andén este al oeste es necesario cruzar las vías por un paso a nivel.
Del 30 de octubre de 2024 al 26 de junio de 2025, a consecuencia de las graves inundaciones acontecidas en la provincia de Valencia, la estación permaneció cerrada. Se habilitaron servicios alternativos de autobuses con parada en las estaciones afectadas.